# Thekla (luchadora)
Thekla Kaischauri (Viena, 30 de abril de 1993) es una luchadora profesional austriaca asentada en Estados Unidos, donde trabaja para la empresa All Elite Wrestling (AEW), es también reconocida por su participación en las promociones World Wonder Ring Stardom e Ice Ribbon.

## Carrera profesional

### Circuito independiente (2018-presente)
Kaischauri hizo su debut en la lucha profesional en la escena independiente alemana en IPW Germany Eishaus Explosion 2, un evento promovido por Independent Pro Wrestling Germany el 21 de abril de 2018, donde cayó ante Kat Siren.
Como parte independiente, Kaischauri es conocida por competir en múltiples promociones de la escena independiente japonesa. El 18 de julio de 2021, compitió en un house show promovido por World Woman Pro-Wrestling Diana donde hizo equipo con Shizuku Tsukata en un esfuerzo perdedor contra Crysis (Ayako Sato y Jaguar Yokota). En Seadlinnng's 6th Anniversary Show, el 19 de agosto de 2021, se enfrentó sin éxito a Leon en un combate de alta velocidad. En FMW-E Sky High, un evento promovido por Frontier Martial-Arts Wrestling el 24 de octubre de 2021, cayó ante Akane Fujita en la primera ronda del Women's Current Blast Princess Tournament. En Gleat G PROWRESTLING Ver. 10 el 26 de noviembre de 2021, formó equipo con Yappy en un esfuerzo perdedor contra Akane Fujita y Michiko Miyagi.

### Ice Ribbon (2019–2021)
Kaischauri se trasladó a Japón y comenzó a trabajar para Ice Ribbon, promoción en la que compitió durante la mayor parte de su carrera. Hizo su primera aparición en New Ice Ribbon #973, un evento promocionado el 27 de julio de 2019, donde hizo equipo con Hamuko Hoshi y Suzu Suzuki en un esfuerzo perdedor contra Asahi, Matsuya Uno y Tsukasa Fujimoto como resultado de un tag team match de seis mujeres. En el New Ice Ribbon #1047, del 20 de junio de 2020, compitió en un combate por equipos de 14 mujeres en el que también participaron Maika Ozaki, Hamuko Hoshi, Hiragi Kurumi y Matsuya Uno, entre otras, y en el que también subió de categoría. En New Ice Ribbon #1101, el 23 de febrero de 2021, retó sin éxito a Tsukushi Haruka por el IW19 Championship. En New Ice Ribbon #1109, el 21 de abril de 2021, retó sin éxito a Risa Sera por el FantastICE Championship.

### World Wonder Ring Stardom (2021-presente)
Kaischauri y Mirai Maiumi de Tokyo Joshi Pro Wrestling siguieron atacando a varios luchadores de World Wonder Ring Stardom bajo máscaras desde el inicio del primer evento de la trilogía Stardom Super Wars que tuvo lugar del 3 de noviembre al 18 de diciembre de 2021. Giulia anunciaría el 25 de diciembre de 2021 que ambas superestrellas enmascaradas se unirían a su unidad Donna Del Mondo a principios de 2022. El 3 de enero de 2022, en el Stardom Award in Shinjuku, Kaischauri y Mirai fueron presentadas oficialmente como las misteriosas siluetas al formar equipo con ella para derrotar a la subunidad de Cosmic Angels formada por Tam Nakano, Unagi Sayaka y Mai Sakurai. En el evento Stardom Nagoya Supreme Fight, del 29 de enero de 2022, Thekla derrotó a Mina Shirakawa por el SWA World Championship, que estaba vacante.
En el Stardom Cinderella Journey del 23 de febrero de 2022, Thekla formó equipo con Giulia y Mirai para luchar contra sus compañeras de cuadra Syuri, Maika y Himeka Arita en un empate con límite de tiempo en un Six-Woman Tag Team Match[16] En la primera noche del Stardom World Climax 2022 del 26 de marzo, Thekla formó equipo con Maika en un esfuerzo perdedor contra Risa Sera y Suzu Suzuki de Prominence. En la segunda noche del 27 de marzo, se unió a Giulia, Maika y Himeka para derrotar a todo el equipo de Prominence formado por Risa Sera, Suzu Suzuki, Mochi Miyagi y Akane Fujita. Kaischauri participó en el Stardom Cinderella Tournament 2022, donde cayó ante su compañera de cuadra Giulia en las primeras rondas del 3 de abril.
En el Stardom Golden Week Fight Tour, el 5 de mayo de 2022, perdió el Campeonato Mundial de la SWA ante Mayu Iwatani. En Stardom Flashing Champions, el 28 de mayo de 2022, desafió sin éxito a AZM por el Campeonato de Alta Velocidad. En Stardom Mid Summer Champions, el 9 de julio de 2022, Kaischauri formará equipo con Giulia, Maika, Himeka Arita, Natsupoi y Mai Sakurai para enfrentarse a Cosmic Angels (Tam Nakano, Unagi Sayaka, Mina Shirakawa, Saki, Hikari Shimizu y Yuko Sakurai) en un combate por equipos de eliminación de 12 mujeres.
También fue anunciada como una de las participantes del Stardom 5 Star Grand Prix 2022, siguiendo para competir en el Red Stars Block donde se enfrentará a Syuri, Tam Nakano, Utami Hayashishita, AZM, Koguma, Maika, Himeka Arita, Unagi Sayaka, Saki Kashima, Mai Sakurai, Risa Sera y Saki.

## Campeonatos y logros
- Ice Ribbon
  - Triangle Ribbon Championship (1 vez)[23]
  - WUW World Underground Wrestling Women's Championship (1 vez)
- World Wonder Ring Stardom
  - SWA World Championship (1 vez)